# Play (linie lotnicze)

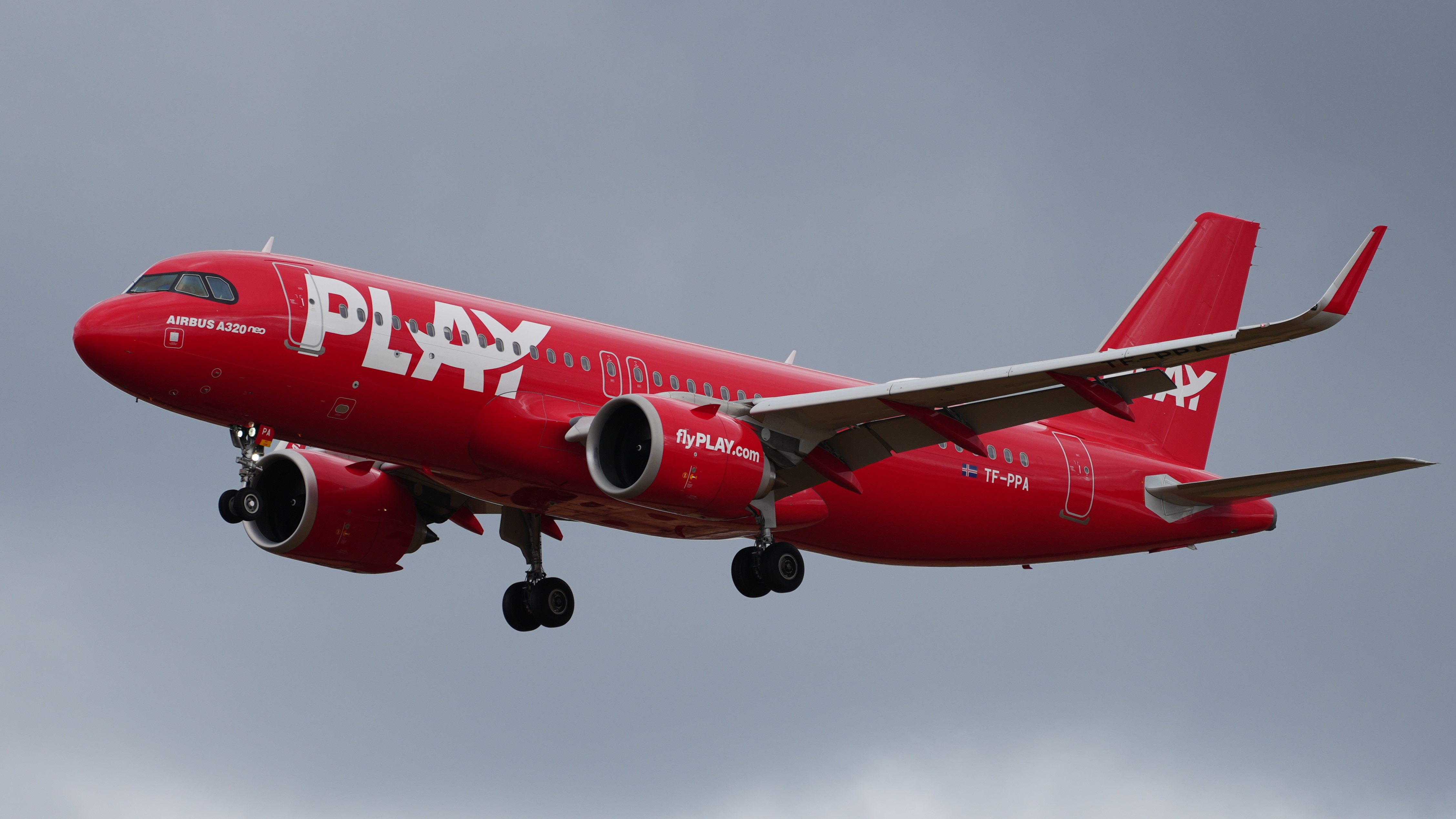
Airbus A320neo linii lądujący w Porcie lotniczym Berlin Brandenburg

Fly Play (stylizowane na PLAY) – islandzkie tanie linie lotnicze z siedzibą w Reykjavíku oraz węzłem na lotnisku Reykjavík-Keflavík.
Zostały założone w lipcu 2019 przez byłych managerów innych islandzkich tanich linii lotniczych WOW air. Lot inauguracyjny z lotniska Reykjavík-Keflavík na lotnisko Londyn-Stansted odbył się 24 czerwca 2021.

## Flota
Według stanu na styczeń 2025 flota Play składała się z 10 samolotów o średnim wieku 4,5 lat:
| Samolot        | Samolot | Samolot   | Liczba miejsc | Uwagi |
| Model          | Aktywne | Zamówione | Liczba miejsc | Uwagi |
| -------------- | ------- | --------- | ------------- | ----- |
| Airbus A320neo | 6       | -         | 174           |       |
| Airbus A320neo | 6       | -         | 180           |       |
| Airbus A321neo | 4       | -         | 214           |       |
| Łącznie        | 10      | 0         |               |       |

## Kierunki lotów
Wszystkie loty linii są z lub do Portu lotniczego Reykjavík-Keflavík.
| Miasto                     | Lotnisko                                     | Uwagi                     |
| -------------------------- | -------------------------------------------- | ------------------------- |
| Salzburg                   | Port lotniczy Salzburg                       | sezonowo                  |
| Bruksela                   | Port lotniczy Bruksela                       | sezonowo                  |
| Praga                      | Port lotniczy Praga im. Václava Havla        | sezonowo                  |
| Aalborg                    | Port lotniczy Aalborg                        |                           |
| Aarhus                     | Port lotniczy Aarhus                         |                           |
| Billund                    | Port lotniczy Billund                        |                           |
| Kopenhaga                  | Port lotniczy Kopenhaga-Kastrup              |                           |
| Paryż                      | Port lotniczy Paryż-Roissy-Charles de Gaulle |                           |
| Ateny                      | Port lotniczy Ateny                          | sezonowo                  |
| Puerto del Rosario         | Port lotniczy Fuerteventura                  | sezonowo                  |
| Santa Cruz de Tenerife     | Port lotniczy Tenerife Sur                   |                           |
| Palma de Mallorca          | Port lotniczy Palma de Mallorca              | sezonowo                  |
| Malaga                     | Port lotniczy Malaga                         | sezonowo                  |
| Madryt                     | Port lotniczy Madryt-Barajas                 |                           |
| Las Palmas de Gran Canaria | Port lotniczy Gran Canaria                   | sezonowo                  |
| Barcelona                  | Port lotniczy Barcelona                      |                           |
| Alicante                   | Port lotniczy Alicante-Elche                 |                           |
| Amsterdam                  | Port lotniczy Amsterdam-Schiphol             | sezonowo                  |
| Dublin                     | Port lotniczy Dublin                         |                           |
| Hamilton                   | Port lotniczy Hamilton-John C. Munro         |                           |
| Berlin                     | Port lotniczy Berlin Brandenburg             |                           |
| Düsseldorf                 | Port lotniczy Düsseldorf                     |                           |
| Frankfurt nad Menem        | Port lotniczy Frankfurt                      | od grudnia 2023 r.        |
| Hamburg                    | Port lotniczy Hamburg                        | sezonowo                  |
| Stavanger                  | Port lotniczy Stavanger                      | sezonowo                  |
| Warszawa                   | Lotnisko Chopina w Warszawie                 | sezonowo                  |
| Lizbona                    | Port lotniczy Lizbona                        | sezonowo                  |
| Porto                      | Port lotniczy Porto                          | sezonowo                  |
| Genewa                     | Port lotniczy Genewa-Cointrin                | sezonowo                  |
| Göteborg                   | Port lotniczy Göteborg-Landvetter            | sezonowo                  |
| Sztokholm                  | Port lotniczy Sztokholm-Arlanda              | sezonowo                  |
| Waszyngton                 | Port lotniczy Waszyngton-Dulles              |                           |
| Newburgh (Nowy Jork)       | Port lotniczy Nowy Jork-Stewart              |                           |
| Boston                     | Port lotniczy Boston                         |                           |
| Baltimore                  | Port lotniczy Baltimore/Waszyngton           |                           |
| Glasgow                    | Port lotniczy Glasgow                        |                           |
| Londyn                     | Port lotniczy Londyn-Stansted                |                           |
| Liverpool                  | Port lotniczy Liverpool-John Lennon          |                           |
| Wilno                      | Port lotniczy Wilno                          | od maja 2024 r.(sezonowo) |
| Bolonia                    | Port lotniczy Bolonia                        | sezonowo                  |
| Wenecja                    | Port lotniczy Wenecja-Marco Polo             | sezonowo                  |
| Werona                     | Port lotniczy Werona-Villafranca             | sezonowo                  |